# Capi di Stato e di governo nel 1955
Questa è la lista dei Capi di Stato e di governo nel 1955.

## Africa
- Egitto
  - Presidenti dell'Egitto: Gamal Abd el-Nasser (1954-1962)
- Etiopia
  - Imperatore: Haile Selassie I (1941-1974)
  - Primo ministro: Makonnen Endelkachew (1942-1957)
- Liberia
  - Presidente: William Tubman (1944-1971)
- Libia
  - Re: Idris (1951-1969)
  - Primo ministro: Mustafa Ben Halim (1954-1957)
- Sud Africa
  - Re: Elisabetta II (1952-1961)
  - Governatore generale: Ernest Jansen (1951-1959)
  - Primo ministro: Johannes Gerhardus Strijdom (1954-1958)

## America
- Argentina
  - Presidente:

  1. Juan Domingo Perón (1946-1955)
  2. José Domingo Molina Gómez (1955 ad interim)
  3. Eduardo Lonardi (1955)
  4. Pedro Eugenio Aramburu (1955-1958)
- Bolivia
  - Presidente: Víctor Paz Estenssoro (1952-1956)
- Brasile
  - Presidente:

  1. João Café Filho (1954-1955)
  2. Carlos Luz (1955)
  3. Nereu de Oliveira Ramos (1955-1956)
- Canada
  - Re: Elisabetta II (1952-2022)
  - Governatore generale del Canada: Vincent Massey (1952-1959)
  - Primo ministro: Louis Saint-Laurent (1948-1957)
- Cile
  - Presidente: Carlos Ibáñez del Campo (1952-1958)
- Colombia
  - Presidente: Gustavo Rojas Pinilla (1953-1957)
- Costa Rica
  - Presidente: José Figueres Ferrer (1953-1958)
- Cuba
  - Presidente: Fulgencio Batista (1952-1959)
  - Primo ministro:

  1. Andrés Domingo y Morales del Castillo (1954-1955)
  2. Jorge García Montes (1955-1957)
- Repubblica Dominicana
  - Presidente: Héctor Trujillo (1952-1960)
- Ecuador
  - Presidente: José María Velasco Ibarra (1952-1956)
- El Salvador
  - Presidente: Óscar Osorio (1950-1956)
- Guatemala
  - Presidente: Carlos Castillo Armas (1954-1957)
- Haiti
  - Presidente: Paul Eugène Magloire (1950-1956)
- Honduras
  - Presidente: Julio Lozano Díaz (1954-1956)
- Messico
  - Presidente: Adolfo Ruiz Cortines (1952-1958)
- Nicaragua
  - Presidente: Anastasio Somoza García (1950-1956)
- Panama
  - Presidente:

  1. José Antonio Remón Cantera (1952-1955)
  2. José Ramón Guizado (1955)
  3. Ricardo Arias (1955-1956)
- Paraguay
  - Presidente: Alfredo Stroessner (1954-1989)
- Perù
  - Presidente: Manuel A. Odría (1950-1956)
  - Primo ministro: Roque Augusto Saldías Maninat (1954-1956)
- Stati Uniti d'America
  - Presidente: Dwight D. Eisenhower (1953-1961)
- Uruguay
  - Presidente:

  1. Andrés Martínez Trueba (1951-1955)
  2. Luis Batlle Berres (1955-1956)
- Venezuela
  - Presidente: Marcos Pérez Jiménez (1952-1958)

## Asia
- Afghanistan
  - Re: Mohammed Zahir Shah (1933-1973)
  - Primo ministro: Mohammed Daud Khan (1953-1963)
- Arabia Saudita
  - Re:  Sa'ud (1953-1964)
- Bhutan
  - Re: Jigme Dorji Wangchuck (1952-1972)
  - Primo ministro: Jigme Palden Dorji (1952-1964)
- Birmania
  - Presidente: Ba U (1952-1957)
  - Primo ministro: U Nu (1948-1956)
- Cambogia
  - Re:

  1. Norodom Sihanouk (1941-1955)
  2. Norodom Suramarit (1955-1960)

  - Primo ministro:

  1. Penn Nouth (1954-1955)
  2. Leng Ngeth (1955)
  3. Norodom Sihanouk (1955-1956)
- Ceylon
  - Re: Elisabetta II (1952-1972)
  - Governatore generale: Oliver Ernest Goonetilleke (1954-1962)
  - Primo ministro: John Kotelawala (1953-1956)
- Cina
  - Presidente: Mao Tse-tung (1949-1959)
  - Primo ministro: Zhou Enlai (1949-1976)
- Corea del Nord
  - Capo di Stato: Kim Tu-bong (1948-1957)
  - Primo ministro: Kim Il-sung (1948-1972)
- Corea del Sud
  - Presidente: Syngman Rhee (1948-1960)
- Filippine
  - Presidente: Ramón Magsaysay (1953-1957)
- Giappone
  - Imperatore: Hirohito (1926-1989)
  - Primo ministro: Ichirō Hatoyama (1954-1956)
- Giordania
  - Re: Hussein (1952-1999)
  - Primo ministro:

  1. Tawfik Abu Al-Huda (1954-1955)
  2. Sa'id Mufti (1955)
  3. Hazza' Majali (1955)
  4. Ibrahim Hashem (1955-1956)
- India
  - Presidente: Rajendra Prasad (1950-1962)
  - Primo ministro: Jawaharlal Nehru (1947-1964)
- Indonesia
  - Presidente: Sukarno (1945-1967)
  - Primo ministro:

  1. Ali Sastroamidjojo (1953-1955)
  2. Burhanuddin Harahap (1955-1956)
- Iran
  - Shah: Mohammad Reza Pahlavi (1941-1979)
  - Primo ministro:

  1. Fazlollah Zahedi (1953-1955)
  2. Hossein Ala' (1955-1957)
- Iraq
  - Re: Faisal II (1939-1958)
  - Primo ministro: Nuri al-Sa'id (1954-1957)
- Israele
  - Presidente: Itzhak Ben-Zvi (1952-1963)
  - Primo ministro:

  1. Moshe Sharett (1954-1955)
  2. David Ben Gurion (1955-1963)
- Laos
  - Re: Sisavang Vong (1946-1959)
  - Primi ministri: Katay Don Sasorith (1954-1956)
- Libano
  - Presidente: Camille Chamoun (1952-1958)
  - Primo ministro: Sami as-Solh (1954-1956)
- Mongolia
  - Presidente: Jamsrangiin Sambuu (1954-1972)
  - Primo ministro: Yumjaagiin Tsedenbal (1952-1974)
- Mascate e Oman
  - Sultano: Sa'id bin Taymur (1932-1970)
- Nepal
  - Re:

  1. Tribhuvan (1951-1955)
  2. Mahendra del Nepal (1955-1972)

  - Primo ministro:

  1. Matrika Prasad Koirala (1953-1955)
  2. Mahendra del Nepal (1955-1956)
- Pakistan
  - Re: Elisabetta II (1952-1956)
  - Governatore generale:

  1. Malik Ghulam Muhammad (1951-1955)
  2. Iskander Mirza (1955-1956)

  - Primo ministro:

  1. Muhammad Ali Bogra (1953-1955)
  2. Chaudhry Muhammad Ali (1955-1956)
- Siria
  - Presidente:

  1. Hashim el-Atassi (1954-1955)
  2. Shukri al-Quwwatli (1955-1958)

  - Primo ministro:

  1. Fares al-Khoury (1954-1955)
  2. Sabri al-Asali (1955)
  3. Said al-Ghazzi (1955-1956)
- Taiwan
  - Presidente: Chiang Kai-shek (1950-1975)
  - Primo ministro: Yu Hung-chun (1954-1958)
- Thailandia
  - Re: Bhumibol Adulyadej (1946-2016)
  - Primo ministro: Plaek Pibulsonggram (1948-1957)
- Turchia
  - Presidente: Celâl Bayar (1950-1960)
  - Primo ministro: Adnan Menderes (1950-1960)
- Vietnam del Nord
  - Presidente: Ho Chi Minh (1945-1969)
  - Primo ministro:

  1. Ho Chi Minh (1945-1955)
  2. Phạm Văn Đồng (1955-1987)
- Vietnam del Sud
  - Presidente:

  1. Bảo Đại (1949-1955)
  2. Ngô Đình Diệm (1955-1963)

  - Primo ministro: Ngo Dinh Diem (1954-1955)
- Yemen
  - Re: Ahmad ibn Yahya (1948-1962)
  - Primo ministro: Hassan ibn Yahya (1948-1955)

## Europa
- Albania
  - Presidente: Haxhi Lleshi (1953-1982)
  - Primo ministro: Mehmet Shehu (1954-1981)
- Andorra
  - Coprincipi di Andorra:
    - Coprincipe francese: René Coty (1954-1959)
    - Coprincipe episcopale: Ramón Iglesias i Navarri (1943-1969)
- Austria occupata fino al 15 maggio 1955 poi Repubblica austriaca
  - Presidente: Theodor Körner (1951-1957)
  - Primo ministro: Julius Raab (1953-1961)
  - Governatore militare statunitense: Llewellyn Thompson (1952-1955)
  - Governatore militare britannico: Geoffrey Wallinger (1954-1955)
  - Governatore militare francese: Jean Payart (1950-1955)
  - Governatore militare sovietico: Ivan Ilyichev (1953-1955)
- Belgio
  - Re Baldovino (1951-1993)
  - Primo ministro: Achille Van Acker (1954-1958)
- Bulgaria
  - Presidente: Georgi Damjanov (1950-1958)
  - Primo ministro: Vălko Červenkov (1950-1956)
- Cecoslovacchia
  - Presidente: Antonín Zápotocký (1953-1957)
  - Primo ministro: Viliam Široký (1953-1963)
- Danimarca
  - Re: Federico IX (1947-1972)
  - Primo ministro:

  1. Hans Hedtoft (1953-1955)
  2. Hans Christian Svane Hansen (1955-1960)
- Finlandia
  - Presidente: Juho Kusti Paasikivi (1946-1956)
  - Primo ministro: Urho Kekkonen (1954-1956)
- Francia
  - Presidente: René Coty (1954-1959)
  - Primo ministro:

  1. Pierre Mendès France (1954-1955)
  2. Christian Pineau (1955)
  3. Edgar Faure (1955-1956)
- Germania Est
  - Presidente: Wilhelm Pieck (1949-1960)
  - Presidente del Consiglio: Otto Grotewohl (1949-1964)
- Germania Ovest
  - Presidente: Theodor Heuss (1949-1959)
  - Cancelliere: Konrad Adenauer (1949-1963)
- Grecia
  - Re: Paolo (1947-1964)
  - Primo ministro:

  1. Alexandros Papagos (1952-1955)
  2. Stefanos Stefanopoulos (1955)
  3. Kōnstantinos Karamanlīs (1955-1968)
- Irlanda
  - Presidente: Seán T. O'Kelly (1945-1959)
  - Primo ministro: John Aloysius Costello (1954-1957)
- Islanda
  - Presidente: Ásgeir Ásgeirsson (1952-1968)
  - Primo ministro: Ólafur Thors (1953-1956)
- Italia
  - Presidente:

  1. Luigi Einaudi (1948-1955)
  2. Giovanni Gronchi (1955-1962)

  - Primo ministro:

  1. Mario Scelba (1954-1955)
  2. Antonio Segni (1955-1957)
- Jugoslavia
  - Capo di Stato: Josip Broz Tito (1953-1980)
  - Primo ministro: Josip Broz Tito (1945-1963)
- Liechtenstein
  - Principe:Francesco Giuseppe II (1938-1989)
  - Primo ministro: Alexander Frick (1945-1962)
- Lussemburgo
  - Granduchessa: Carlotta (1919-1964)[1]
  - Primo ministro: Joseph Bech (1953-1958)
- Monaco
  - Principe: Rainieri (1949-2005)
  - Primo ministro: Henry Soum (1953-1959)
- Norvegia
  - Re: Haakon VII (1905-1957)[1]
  - Primo ministro:

  1. Oscar Torp (1951-1955)
  2. Einar Gerhardsen (1955-1963)
- Paesi Bassi
  - Regina: Giuliana (1948-1980)
  - Primo ministro: Willem Drees (1948-1958)
- Polonia
  - Presidente: Aleksander Zawadzki (1952-1964)
  - Primo ministro: Józef Cyrankiewicz (1954-1970)
- Portogallo
  - Presidente: Francisco Craveiro Lopes (1951-1958)
  - Primo ministro: António de Oliveira Salazar (1932-1968)
- Regno Unito
  - Re: Elisabetta II (1952-2022)
  - Primo ministro:

  1. Winston Churchill (1951-1955)
  2. Anthony Eden (1955-1957)
- Romania
  - Presidente: Petru Groza (1952-1958)
  - Primo ministro:

  1. Gheorghe Gheorghiu-Dej (1952-1955)
  2. Chivu Stoica (1955-1961)
- San Marino
  - Capitani reggenti:

  1. Agostino Giacomini e Luigi Montironi (1954-1955)
  2. Domenico Forcellini e Vittorio Meloni (1955)
  3. Primo Bugli e Giuseppe Maiani (1955-1956)
- Spagna
  - Capo di Stato: Francisco Franco (1936-1975)
  - Primo ministro: Francisco Franco (1939-1973)
- Svezia
  - Re: Gustavo VI Adolfo (1950-1973)
  - Primo ministro: Tage Erlander (1946-1969)
- Svizzera
  - Presidente: Max Petitpierre (1955)
- Ungheria
  - Presidente: István Dobi, (1952-1967)
  - Primo ministro:

  1. Imre Nagy (1953-1955)
  2. András Hegedüs (1955-1956)
- Unione Sovietica
  - Presidente: Kliment Efremovič Vorošilov (1953-1960)
  - Primo ministro:

  1. Georgij Maksimilianovič Malenkov (1953-1955)
  2. Nikolaj Aleksandrovič Bulganin (1955-1958)
- Vaticano
  - Papa: Pio XII (1939-1958)
  - Presidente del Governatorato: Nicola Canali (1939-1961)

## Oceania
- Australia
  - Re: Elisabetta II (1952-2022)
  - Governatore generale: William Slim (1953-1960)
  - Primo ministro: Robert Menzies (1949-1966)
- Nuova Zelanda
  - Re: Elisabetta II (1952-2022)
  - Governatore generale: Willoughby Norrie (1952-1957)
  - Primo ministro: Sidney Holland (1949-1957)